# غلام علي البهاونكري
غلام علي بن إسماعيل البهاونگري الهندي (1283 هـ - 1367 هـ). هو رجل دين شيعي وخطيب حسيني ومُفسّر هندي من القومية الگجراتية، ومؤلف لعدد كبير من المؤلفات والكتب. وهو مؤسس مجلة راه نجات التي تصدر باللغة الگجراتية.
ويُسمى البهاونگري بهذا الاسم نسبة إلى مدينة بهاونكر حيث توطّن بها فترة ما، وهو بالإضافة إلى اسمه الحقيقي؛ فإن الاسم الذي يشتهر ويعرف به هو حاجي ناجي

## مؤلفاته
له العديد من المؤلفات باللغة الگجراتية، وقد رصد آغا بزرگ الطهراني في موسوعته الذريعة عناوين عدد كبير من مؤلفاته مع بيان محتواها، وتعريبه لبعض عناوينها، ومنها:
| - ترجمة القرآن. ترجمة للقرآن باللغة الگجراتية تقع في مجلدين ضخمين. - سوانح أمير المؤمنين. - التقليد. - آفتاب شهادت. - رسالة أحوال كربلا. - رسالة أحوال النساء. ذكر الطهراني أنه في في بيان ما يعرضهن في الحمل والولادة وسائر الأحكام الخاصة بهن. - قسمت كلثوم. - غيبي مدد. - هستى خدا. كتابٌ في إثبات الواجب. - الصراط المستقيم. يعرض فيه إثباتاته على استحباب إقامة العزاء للحسين. - تحفة المؤمنات. كتابٌ في أحوال فاطمة الزهراء. - العديلة. - أمهات المؤمنين. - زهراء بانون. قصص وحكايات في النصائح والمواعظ. - قمر بني هاشم. - العبادة. - تميم الأنصاري. - ذو الفقار حيدري. يعرض فيه إثباتاته على إمامة علي بن أبي طالب. - تحفة الزائرين. - خير النساء. - خزائن رحمت. - خير الاعتقاد. - حقوق الوالدين. - خزينة الماتم. - شرح نهج البلاغة أو ترجمة نهج البلاغة. - حديقة الشيعة. - سزاي ظلم. كتابٌ في بيان أخذ ثار الحسين من قاتليه. - يد الله. كتابٌ في المرويات الشيعية في فضل علي بن أبي طالب. - الدينيات. كتابٌ في أصول الدين وفروعه. - ظالم ومظلوم. - رحمت خدا. - تاريخ أحوال الأربعة عشر. | - شهزادى ملكى. - تحفة الأطفال. - بوستان كربلا. - معجزات مرتضوى. - الروح. في بيان حقيقة الروح. - بحر غم. - نهر غم. - رونق ماتم. - تاريخ ناجى. - سليمان خاتون. كتابٌ في أحوال هاشم بن عبد مناف ومن يتعلق به. - الحياة العابدية. كتابٌ في أحوال علي زين العابدين. - مناقب أهل البيت. - الخصائص الحسينية. - شهادة الأولياء. - عالى شان واعظ. - تفسير الجزء الثلاثين من القرآن. - تحفة العابدين. - ضياء العين. - مختار نامه. - تحفة الصائمين. - أنوار البيان في تفسير القرآن. تفسيرٌ في ثلاث مجلدات. - تحفة الناجي. - كنز المصائب. - چشمهء غم. - ثواب الصلوات. - چراغ هدايت. - تحفة الحاجات. - مراتب القرآن. - مراد دل. كتابٌ في تفسير أسماء الله الحسنى وشرحها. - تعبير خواب. - رسالة امام مبين. - حقيقة المساواة. |

### الكتب
- الذريعة إلى تصانيف الشيعة. آغا بزرگ الطهراني، طبع بيروت - لبنان، تاريخ الطبع مفقود، منشورات دار الأضواء.